# Adam Rooney
Adam Christopher Rooney (Dublino, 21 aprile 1988) è un calciatore irlandese, attaccante dell'Hereford.

## Carriera

### Club
Adam Rooney firmò per lo Stoke City nel 2005. Nella sua prima stagione Rooney giocò spesso nella squadra riserve, ottenendo la sua prima presenza ufficiale nel match di FA Cup contro il Tamworth, come sostituto nel corso del secondo tempo. Realizzò il suo primo gol per i potteries contro il Reading il 17 aprile 2006. Nella sua seconda partita da titolare, l'irlandese mise a segno una tripletta nell'ultima partita stagionale di campionato, vinta 5-1 contro il già retrocesso Brighton & Hove Albion, diventando il più giovane giocatore nella storia dello Stoke City a realizzare una tripletta (il record era detenuto da Stanley Matthews).
Il 16 marzo 2007 passò in prestito allo Yeovil Town per un mese. Il prestito fu poi esteso fino alla fine della stagione, ma Rooney fece ritorno già a maggio.  Nell'agosto dello stesso anno passò in prestito al Chesterfield per quattro mesi.

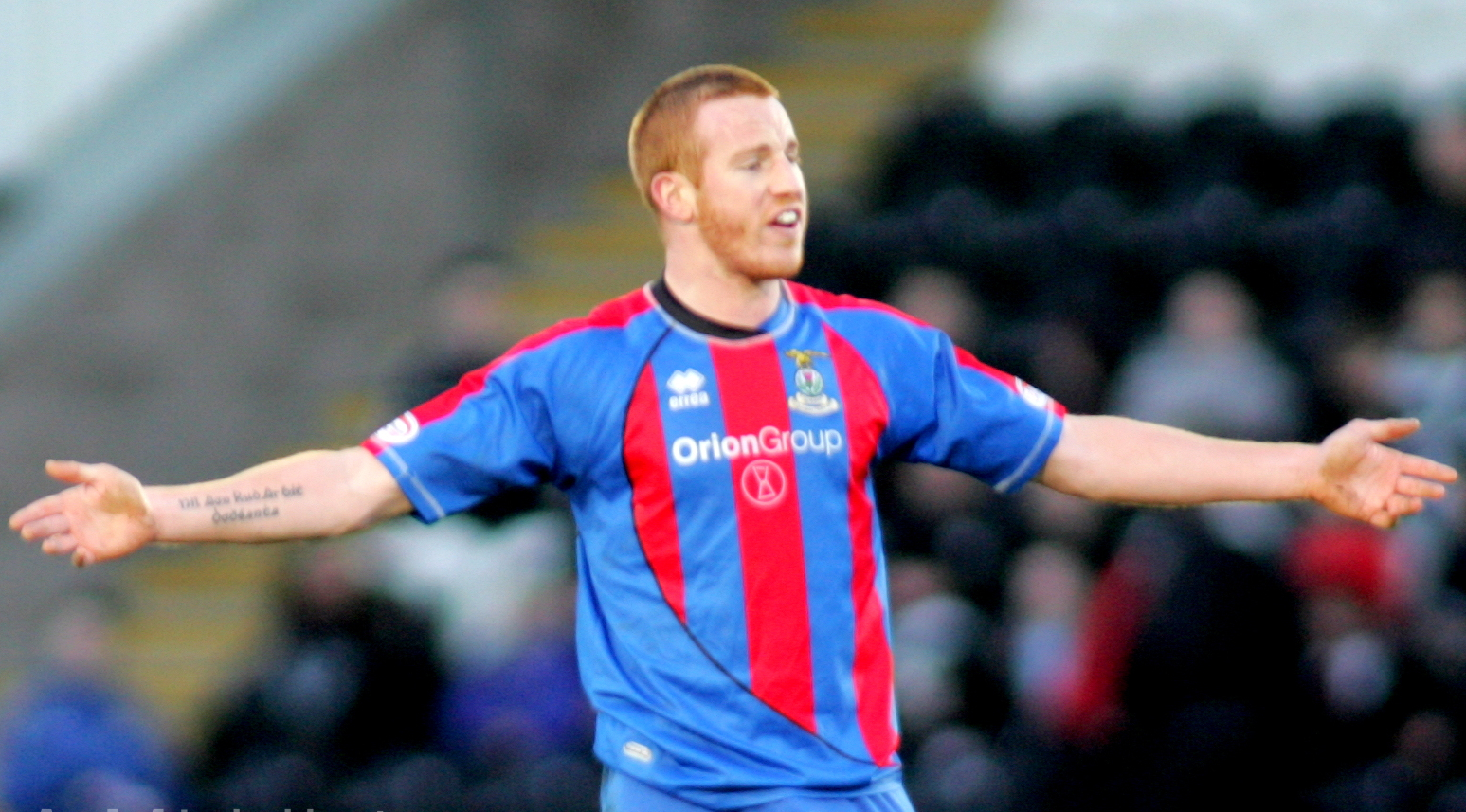
Rooney con la maglia dell'Inverness nel 2011

Dopo un periodo in prestito al Bury passò all'Inverness, squadra della Scottish Premier League, venendo preso in prova il 19 luglio 2008 e poi ufficialmente tesserato ad agosto.
Realizzò il suo primo gol in una partita persa 2-1 in casa con il St. Mirren. Nella stagione 2009-2010 fu il miglior marcatore della First Division (la seconda divisione scozzese) con 24 reti e ottenne la promozione in prima lega con il suo club. La stagione seguente lo vide andare a segno 15 volte in 37 partite di campionato, con l'Inverness che si qualificò settimo.
Scaduto il suo contratto al termine della stagione, Rooney si unì alla squadra inglese del Birmingham City, firmando un contratto biennale.  Nonostante il club giochi in Football League Championship (la seconda divisione del campionato inglese di calcio) giocherà l'Europa League avendo vinto, nella stagione precedente, la League Cup.

### Nazionale
Ha giocato nelle nazionali giovanili irlandesi Under-19 ed Under-21.

## Statistiche

### Presenze e reti nei club
Statistiche aggiornate al 19 novembre 2016.
| Stagione               | Squadra                | Campionato             | Campionato | Campionato | Coppe nazionali | Coppe nazionali | Coppe nazionali | Coppe continentali | Coppe continentali | Coppe continentali | Altre coppe | Altre coppe | Altre coppe | Totale | Totale |
| Stagione               | Squadra                | Comp                   | Pres       | Reti       | Comp            | Pres            | Reti            | Comp               | Pres               | Reti               | Comp        | Pres        | Reti        | Pres   | Reti   |
| ---------------------- | ---------------------- | ---------------------- | ---------- | ---------- | --------------- | --------------- | --------------- | ------------------ | ------------------ | ------------------ | ----------- | ----------- | ----------- | ------ | ------ |
| 2011-2012              | Birmingham City        | FLC                    | 18         | 4          | FACup+CdL       | 5+1             | 2+0             | UEL                | 5                  | 1                  | -           | -           | -           | 29     | 7      |
| ago. 2012              | Birmingham City        | FLC                    | 0          | 0          | FACup+CdL       | 0+1             | 0               | -                  | -                  | -                  | -           | -           | -           | 1      | 0      |
| Totale Birmingham City | Totale Birmingham City | Totale Birmingham City | 18         | 4          |                 | 7               | 2               |                    | 5                  | 1                  |             | -           | -           | 30     | 7      |
| ago. 2012-2013         | Swindon Town           | FL1                    | 29+2       | 9+1        | FACup+CdL       | 1+0             | 0               | -                  | -                  | -                  | FLT         | 1           | 0           | 33     | 10     |
| 2013-gen. 2014         | Oldham Athletic        | FL1                    | 24         | 4          | FACup+CdL       | 5+1             | 2+0             | -                  | -                  | -                  | FLT         | 3           | 1           | 33     | 7      |
| gen.-giu. 2014         | Aberdeen               | SP                     | 13         | 7          | SC+CdL          | 3+2             | 1+1             | -                  | -                  | -                  | -           | -           | -           | 18     | 9      |
| 2014-2015              | Aberdeen               | SP                     | 37         | 18         | SC+CdL          | 1+3             | 0+4             | UEL                | 6                  | 6                  | -           | -           | -           | 47     | 28     |
| 2015-2016              | Aberdeen               | SP                     | 27         | 20         | SC+CdL          | 1+1             | 0               | UEL                | 6                  | 0                  | -           | -           | -           | 35     | 20     |
| 2016-2017              | Aberdeen               | SP                     | 13         | 4          | SC+CdL          | 0+3             | 0+2             | UEL                | 6                  | 3                  | -           | -           | -           | 22     | 9      |
| Totale Aberdeen        | Totale Aberdeen        | Totale Aberdeen        | 90         | 49         |                 | 14              | 8               |                    | 18                 | 9                  |             | -           | -           | 122    | 66     |
| Totale carriera        | Totale carriera        | Totale carriera        | 320        | 123        |                 | 47              | 21              |                    | 33                 | 12                 |             | 5           | 1           | 400    | 156    |

## Palmarès

### Club

#### Competizioni nazionali
- Coppa di Lega scozzese: 1

Aberdeen: 2013-2014
- Scottish First Division: 1

Inverness: 2009-2010

### Individuale
- Capocannoniere della Scottish Premiership: 1

2014-2015 (18 gol)
- Capocannoniere della Scottish First Division: 1

2009-2010 (24 reti)
- Capocannoniere della Scottish League Cup: 1

2014-2015 (4 reti, alla pari con John Guidetti)